# Storia delle campagne dell'esercito romano in età regia
La storia delle campagne dell'esercito romano in età regia rappresenta l'insieme delle guerre di conquista che Roma attuò nel periodo compreso tra il 753 a.C. ed il 509 a.C., nel periodo in cui l'Urbe era amministrata dai re.
La storia più antica, dalla fondazione di Roma quale piccolo villaggio tribale, fino alla fine dell'Età regia con la caduta dei re di Roma, è quella meno conservata. Questo perché, sebbene i primi Romani possedessero un certo livello di alfabetizzazione, dovette mancargli il desiderio di registrare le loro vicende storiche o, in alternativa, le storie da loro registrate dovettero andare perdute.
Sebbene Livio, storico romano tradizionalmente collocato tra il 59 a.C. e il 17 d.C., nella sua opera Ab Urbe condita, elenchi, dal primo insediamento fino ai primi anni, una serie di sette re della Roma arcaica, i primi quattro 're' (Romolo, Numa Pompilio, Tullo Ostilio e Anco Marzio) sono quasi certamente interamente apocrifi. Michael Grant e altri ipotizzano che, prima dell'instaurarsi del dominio etrusco su Roma sotto Tarquinio Prisco, quinto re della tradizione, Roma fosse stata guidata da qualche sorta di autorità religiosa. Pochissimo si conosce della storia militare di Roma durante questa epoca, e quello che la storia ci ha tramandato ha più della natura leggendaria che di una consistenza fattuale. Secondo la tradizione, Romolo fortificò uno dei sette colli di Roma, il colle Palatino, dopo aver fondato la città, e Livio afferma che, poco dopo la sua fondazione, Roma era «pari a qualsiasi delle città circostanti per valore militare».

## I re latino-sabini: 753-616 a.C.
La prima leggendaria campagna, se così la si può chiamare, fu quella nota come "ratto delle Sabine", un'azione offensiva contro molti vicini villaggi abitati dai Sabini, finalizzata al rapimento delle donne necessarie ai romani per assicurarsi prole e discendenza. Dei popoli che avevano subito l'affronto furono i soli Ceninensi ad invadere i territori romani, ma furono battuti dalle schiere ordinate dei Romani. Il comandante nemico, un certo Acrone fu ucciso in duello dallo stesso Romolo, che ne spogliò il cadavere e offrì le sue spolia opima a Giove Feretrio, fondando sul Campidoglio il primo tempio romano. Eliminato il comandante nemico, Romolo si diresse contro la loro città che cadde al primo assalto, trasferendone, poi, la cittadinanza a Roma e conferendole pari diritti a quelli dei Romani. Gli stessi Fasti trionfali celebrano per l'anno 752/751 a.C.:
(Fasti trionfali, 2 anni dalla fondazione di Roma Fasti Triumphales : Roman Triumphs.)
Tale evento era, invece, avvenuto secondo Plutarco, basandosi su quanto raccontato a sua volta da Fabio Pittore, solo tre mesi dopo la fondazione di Roma (nel luglio del 753 a.C.).

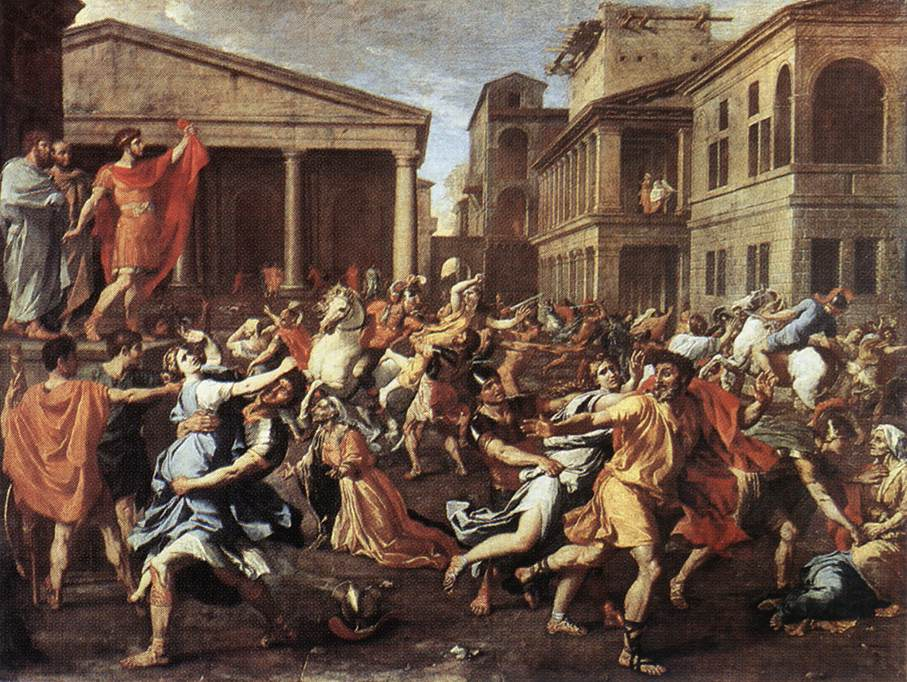
Ratto delle Sabine, di Nicolas Poussin, Roma 1637–38 (Museo del Louvre)

Dopo la vittoria sui Ceninensi fu la volta degli Antemnati. La loro città fu presa d'assalto ed occupata, portando Romolo a celebrare un secondo Trionfo. Ancora i Fasti trionfali ricordano sempre per l'anno 752/751 a.C.:
(Fasti trionfali, 2 anni dalla fondazione di Roma Fasti Triumphales : Roman Triumphs.)
Rimaneva solo la città dei Crustumini, la cui resistenza durò ancora meno dei loro alleati. Portate a termine le operazioni militari, il nuovo re di Roma dispose che venissero inviati nei nuovi territori conquistati alcuni coloni, i quali andarono a popolare soprattutto la città di Crustumerium, che, rispetto alle altre, possedeva terreni più fertili. Contemporaneamente molte persone dei popoli sottomessi, in particolar modo i genitori ed i parenti delle donne rapite, vennero a stabilirsi a Roma.
L'ultimo attacco portato a Roma fu quello dei Sabini, nel corso del quale si racconta della vergine vestale, Tarpeia, figlia del comandante della rocca Spurio Tarpeio, la quale fu corrotta con dell'oro (i bracciali che vedeva rilucere alle braccia dei Sabini) da Tito Tazio e fece entrare nella cittadella fortificata sul Campidoglio un drappello di armati con l'inganno. L'occupazione dei Sabini della rocca, portò i due eserciti a schierarsi ai piedi dei due colli (Palatino e Campidoglio), dove più tardi sarebbe sorto il Foro romano, mentre i capi di entrambi gli schieramenti incitavano i propri soldati alla lotta: Mezio Curzio per i Sabini e Ostio Ostilio per i Romani. Quest'ultimo cadde nel corso della battaglia che poco dopo si scatenò, costringendo le schiere romane a ripiegare presso la vecchia porta del Palatino. Romolo, invocando Giove e promettendo allo stesso in caso di vittoria un tempio a lui dedicato (nel foro romano), si lanciò nel mezzo della battaglia riuscendo a contrattaccare e ad avere la meglio sulle schiere nemiche. Fu in questo momento che le donne sabine, che erano state rapite in precedenza dai Romani, si lanciarono sotto una pioggia di proiettili tra le opposte fazioni per dividere i contendenti e placarne la collera.
Con questo gesto entrambi gli schieramenti si fermarono e decisero di collaborare, stipulando un trattato di pace, varando l'unione tra i due popoli, associando i due regni (quello di Romolo e Tito Tazio), lasciando che la città dove ora era trasferito tutto il potere decisionale continuasse a chiamarsi Roma, anche se tutti i Romani furono chiamati Curiti (in ricordo della patria natia di Tito Tazio, che era Cures) per venire incontro ai Sabini.
Sappiamo, inoltre, che Romolo riuscì prima a conquistare Medullia, poi a battere Fidene installandovi 2 500 coloni, a farsi amici ed alleati i prisci Latini, a battere gli abitanti di Cameria (sedici anni dopo la fondazione) ed infine sconfiggere la potente città etrusca di Veio, sottraendole i territori dei Septem pagi (ad ovest dell'isola Tiberina) e delle Saline, in cambio di una tregua della durata di cento anni. E questa fu l'ultima guerra combattuta da Romolo.
Sotto gli altri re sabino-latini, vi furono ancora guerre contro gli abitanti di Fidenae, Veio, Alba Longa (che fu distrutta da Tullo Ostilio), Medullum, Apiolae, e Collatia. Anco Marzio combatté i Latini, e trionfò ancora su Sabini e Veio.

## I Tarquini (616-509 a.C.)

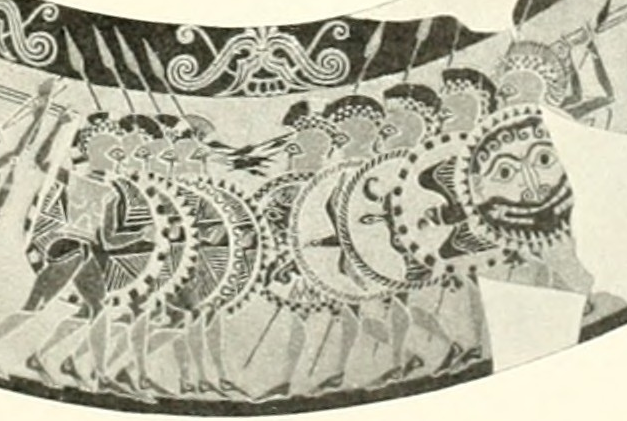
Dettaglio del vaso Chigi, con scontro tra fanterie oplitiche del 650-640 a.C. (Museo nazionale etrusco di Villa Giulia, Roma)

Sotto i re etruschi Tarquinio Prisco, Servio Tullio e Tarquinio il Superbo, Roma si espanse in direzione nord-ovest, venendo in conflitto contro i Veientani dopo la scadenza del trattato che aveva concluso la precedente guerra.
Tarquinio Prisco combatté, infatti, i Sabini (nel 585/584 a.C. ca.), come pure fece il suo successore Servio Tullio. Ancora Prisco ottenne un trionfo su Latini (acquistò allo stato romano le città di Corniculum e Collatia) ed Etruschi (il 1º aprile del 588/587 a.C.). Su questi ultimi anche Servio Tullio ottenne un doppio trionfo (il (25 novembre del 571/570 a.C. ed il 25 maggio del 567/566 a.C.). Floro racconta infatti che Tarquinio Prisco sottomise, dopo frequenti scontri, tutti i dodici popoli etruschi (vale a dire le città di Arezzo, Caere, Chiusi, Cortona, Perugia, Roselle, Tarquinia, Veio, Vetulonia, Volsinii, Volterra e Vulci). Ed infine Strabone ricorda che sempre Tarquinio Prisco distrusse numerose città degli Equi.
L'ultimo re di Roma, Tarquinio il Superbo combatté invece i Volsci, sui quali ottenne un trionfo, sottomise poi numerose città del Latium vetus, le città di Gabii (latina) e Suessa Pomezia (volsca), facendo pace poi con gli Etruschi. Più tardi condusse una nuova offensiva contro i Rutuli della città di Ardea. Ed infine ottenne un trionfo sui Sabini, della città di Ocricoli.
Alla fine i re etruschi furono rovesciati nel contesto di una più ampia esautorazione del potere etrusco nella regione nello stesso periodo, e Roma, i cui possedimenti non si estendevano oltre le 15 miglia dalla città, si diede un assetto repubblicano, una forma di governo basata sulla rappresentatività popolare e in contrasto con la precedente autocrazia monarchica.